# Château de Mythème
Le Château de Mythème est un château français situé à Martigné-sur-Mayenne, dans le département de la Mayenne et la région des Pays de la Loire.

## Situation
Il est situé à 1 kilomètre Est du bourg.

## Désignation
- Mitesme, 1578 (Titres de la fabrique).
- Miternes, 1583 (Titres de la fabrique).
- Miterne, XVIe siècle (Titres des Essarts).
- Lieu et closerie de Mitesme, 1620.

## Histoire
Il s'agissait d'un château du XIXe siècle. Le logis est flanqué de deux tours. . Les détenteurs devaient deux pots de vin à la fabrique, 1578-1699. 

### Sources et bibliographie
- « Château de Mythème », dans Alphonse-Victor Angot et Ferdinand Gaugain, Dictionnaire historique, topographique et biographique de la Mayenne, Laval, A. Goupil, 1900-1910 [détail des éditions] (BNF 34106789, présentation en ligne)